# Récré A2 matin
Récré A2 matin est une émission de télévision française pour la jeunesse, animée et produite par Dorothée, puis Marie Dauphin et Charlotte Kady et diffusée tous les mercredis matin sur Antenne 2 de 9 h 00 à 11 h 30. Il s'agit d'une déclinaison matinale de l'émission Récré A2.

## Histoire
La première eut lieu le mercredi 27 mars 1985. Elle fut diffusée jusqu'au 29 juin 1988.
Pour l'animer, Dorothée était entourée de Jacky (jusqu'en 1986), François Corbier (jusqu'en mai 1987), Emmanuelle Bataille, Alain Chaufour et Cabu, dessinateur à Charlie Hebdo. Puis arrivent en avril 1987, Charlotte Kady et Bertrand Boucheroy. Et en mai, Marie Dauphin.
Récré A2 matin était diffusée en direct dans le décor de Télématin, l'émission de William Leymergie ou dans le studio 40 d'Antenne 2.
Le programme devient l'un des rares de la télévision française avec Télématin à être diffusé en direct le matin. Sous la houlette de Jacqueline Joubert, Dorothée en devient la directrice artistique, secondée par son assistante Marie-Christine Mouton, future collaboratrice de Gérard Louvin chez GLEM Productions. L'émission était constituée de plusieurs chroniques éducatives et divertissantes (la bande-dessinée, la magie, le théâtre, les nouvelles technologies, le sport, la chanson, etc.) et diffusait de nombreux dessins animés.
Dorothée présente sa dernière émission le 27 mai 1987, l'animatrice étant congédiée par Jacqueline Joubert, la directrice de l'unité jeunesse d'Antenne 2, découvrant dans la presse le départ secrètement organisé de sa protégée sur la chaîne concurrente et nouvellement privatisée : TF1. De l'équipe, seul François Corbier la suivra sur la Une. Les quelques autres approchés pour ce transfert de chaîne, dont Cabu, préférant marquer leur attachement au service public et leur loyauté à Jacqueline Joubert.
À partir de mai 1987, ce sont deux animatrices de l'équipe de Récré A2 qui reprennent les rênes de l'émission, Marie Dauphin et Charlotte Kady, entourées de Cabu, Alain Chaufour et Bertrand Boucheroy.

## Anecdotes
Elle était produite par Antenne 2 (donc en interne) et c'est Dorothée qui en chantait le générique.

## Dessin animés
- Les Schtroumpfs
- Bibifoc
- Le sourire du dragon
- Sherlock Holmes
- Cobra
- Johan & Pirlouit
- Les Mondes engloutis
- Les Mystérieuses Cités d'or
- Lady Oscar
- Quick et Flupke adaptation de la série de BD d'Hergé
- Judo Boy